# توماس بي. دان
توماس بي. دان (بالإنجليزية: Thomas B. Dunn)‏ هو سياسي أمريكي، ولد في 16 مارس 1853 في بروفيدنس في الولايات المتحدة، وتوفي في 2 يوليو 1924. حزبياً، نشط في الحزب الجمهوري. وقد انتخب أمين صندوق الدولة ‏ وانتخب عضو مجلس ولاية نيويورك وانتخب عضو مجلس النواب الأمريكي.